# Купа на Аматьорската футболна лига 2018/19

## Регламент
- Право на участие в турнира имат всички желаещи отбори от Трета лига и от областните групи. За отборите от Трета лига участието е задължително.
- В Първи етап всеки областен съвет излъчва един представител, а във Втори етап областните представители в рамките на всеки от четирите зонални съвета (ЗС) на БФС, се срещат помежду си, докато не бъде излъчен по един отбор от всеки зонален съвет.
- Победителите в първите два етапа се излъчват в елиминации в една среща. При равенство в редовното време директно се изпълняват дузпи.
- Мачовете се играят на терена на отбора от по-ниско ниво, а при двойка с два отбора от еднакво ниво домакинството се определя с жребий.

## Първи етап

### Североизточна България (ЗС Варна)

#### Област Варна
След проведен турнир финалът еː
Спартак 1918 (Варна) – Суворово 1 (Суворово) 1:2

#### Област Добрич
След проведен турнир финалът еː
Лозенец 2015 (Лозенец) – Калиакра-Левски (Каварна) 1:3

#### Област Шумен
След проведен турнир финалът еː
Волов (Шумен) - Хитрино (Хитрино) 2:7

#### Област Търговище
Светкавица Търговище (Търговище) единствен подал заявка за участие.

#### Област Русе
След проведен турнир финалът еː
Младост (Екзарх Йосиф) - Бенковски (Бяла, обл.Русе) 0:1

#### Област Силистра
Няма желаещи да участват отбори от областта.

#### Област Разград
След проведен турнир финалът еː
Миньор (Сеново) - Кубрат 2016 (Кубрат)

### Северозападна България (ЗС Велико Търново)

#### Област Велико Търново
След проведен турнир финалът еː
Земеделец 93 (Козловец) - Павликени (Павликени) 1:3
- Павликени се отказва от участие след като четирима футболисти на клуба загиват в катастрофа на прибиране от мача.

#### Област Габрово
След проведен турнир финалът еː
Локомотив 1927 (Дряново)- Янтра Габрово (Габрово) 3:0

#### Област Плевен
След проведен турнир финалът еː
Левски 2007 (Левски) - Партизан (Червен бряг) 1:3

#### Област Ловеч
След проведен турнир финалът еː
- Пещера (Галата) - Ботев (Луковит) 8:0

#### Област Враца
След проведен турнир финалът еː
Огоста (Хайредин) - ОФК Локомотив (Мездра) 2:0

#### Област Монтана
Ком (Берковица) – единствен от областта участва в турнира.

#### Област Видин
След проведен турнир финалът еː
Бдин 1923 (Видин) - Партизани (Макреш)

### Югозападна България (ЗС София)

#### Област София (столица)
След проведен турнир финалът еː
Витоша II (Бистрица) - Гранит (Владая) 3:1

#### Област София
След проведен турнир финалът еː
Балкан 1929 (Ботевград) - Чавдар (Етрополе) 2:0

#### Област Перник
След проведен турнир финалът еː
Миньор (Перник) - Дружба (Мещица) 7:0 (3:0)

#### Област Благоевград
След проведен турнир финалът еː
Беласица (Петрич) - Септември (Симитли) 1:1 (1:0); при дузпите: 0:3

#### Област Кюстендил
След проведен турнир финалът еː
Кюстендил (Кюстендил) - Марек 1915 (Дупница) 1:3 (0:3)

#### Област Пазарджик
След проведен турнир финалът еː
Оборище (Панагюрище) - Хебър 1918 (Пазарджик) 2:2 (1:1); при дузпите: 2:4

### Югоизточна България (ЗС Пловдив)

#### Област Пловдив
След проведен турнир финалът еː
Гигант (Съединение) - Сокол (Марково) 2:1

#### Област Смолян
- Няма желаещи да участват отбори от областта.

#### Област Хасково
След проведен турнир финалът еː
Хасково (Хасково) - Димитровград 1947 (Дмгр) 0:3 (0:1)

#### Област Кърджали
Върбица 2006 (Бенковски) единствен от областта участва в турнира.

#### Област Стара Загора
След проведен турнир финалът еː
Мини „Марица-изток“ (Радн) - Розова долина (Казанлък) 2:1

#### Област Сливен
Загорец (Нова Загора) единствен от областта участва в турнира.

#### Област Бургас
След проведен турнир финалът еː
Звезденбург (Бургас) - Созопол (Созопол) 1:3 (1:1)

#### Област Ямбол
- Няма желаещи да участват отбори от областта.

## Втори етап

### Североизточна България

#### Поток Варна/Добрич/Шумен

##### Първи кръг
- Суворово 1 (Суворово) - Калиакра 1923-Левски 2012 (Кав) 2:1
- Хитрино (Хитрино) - почива

##### Финал
- Суворово 1 (Суворово) - Хитрино (Хитрино) 3:0 (2:0)

#### Поток Русе/Силистра/Разград/Търговище

##### Първи кръг
- Миньор (Сеново) - Светкавица Търговище (Търговище) 5:0
- Бенковски (Бяла, обл.Русе) - почива

##### Финал
- Бенковски (Бяла, обл.Русе) - Миньор (Сеново) 0:5

#### Североизточна България

##### Финал
- Миньор (Сеново) - Суворово 1 (Суворово) 0:4 (0:3)

### Северозападна България

##### Първи кръг
- Пещера (Галата) - Партизан (Червен бряг) 1:0
- Огоста (Хайредин) - Локомотив 1927 (Дряново) 2:6
- Ком (Берковица) - Бдин 1923 (Видин) 9:1 (5:1)

##### Втори кръг
- Пещера (Галата) - Ком (Берковица) 3:0 (0:0)
- Локомотив 1927 (Дряново) - почива

##### Финал
- Пещера (Галата)- Локомотив 1927 (Дряново) 2:1

### Югозападна България

#### Първи кръг
- Витоша II (Бистрица) - Балкан 1929 (Ботевград) 1:3 (0:3)
- Миньор (Перник) - Марек 1915 (Дупница) 3:2 (0:1)
- Хебър 1918 (Пазарджик) - почива
- Септември (Симитли) - почива

#### 1/2 финали
- Балкан 1929 (Ботевград) - Септември (Симитли) 1:0
- Миньор (Перник) - Хебър 1918 (Пазарджик) 2:0 (1:0)

#### Финал
- Балкан 1929 (Ботевград) - Миньор (Перник) 2:2; при дузпите: 4:3

### Югоизточна България

#### Поток Пловдив/Смолян/Хасково/Кърджали

##### Първи кръг
- Димитровград 1947 (Дмгр) - Върбица 2006 (Бенковски) 2:1 (1:0)
- Гигант (Съединение) - почива

##### Финал
- Гигант (Съединение) - Димитровград 1947 (Дмгр) 0:2

#### Поток Стара Загора/Сливен/Бургас/Ямбол

##### Първи кръг
- Загорец (Нова Загора) - Созопол (Созопол) 4:1
- Мини „Марица-изток“ (Раднево) - почива

##### Финал
- Мини „Марица-изток“ (Раднево) - Загорец (Нова Загора) 0:3

#### Югоизточна България

##### Финал
- Загорец (Нова Загора) - Димитровград 1947 (Дмгр) 5:0

## Трети етап

### 1/2 финали
| 1 май 2019, ст. „Раковски“, Севлиево |     |                       |
|                                      |     |                       |
| Пещера (Галата)                      | 1:3 | Суворово 1 (Суворово) |
| Балкан 1929 (Ботевград)              | 1:0 | Загорец (Нова Загора) |

### Финал
| 28 май 2019, ст. „Ивайло“, Велико Търново |     |                         |
|                                           |     |                         |
| ФК Суворово\|Суворово 1 (Суворово)        | 1:3 | Балкан 1929 (Ботевград) |